# Italochrysa illustris
Italochrysa illustris är en insektsart som beskrevs av Hölzel och Ohm 2003. Italochrysa illustris ingår i släktet Italochrysa och familjen guldögonsländor. Inga underarter finns listade i Catalogue of Life.